# 2004 في تشيلي
فيما يلي قوائم الأحداث التي وقعت خلال عام 2004 في تشيلي.

## سياسة

### انتهاء فترة المنصب
- 29 سبتمبر – ميشال باشليت Ministry of National Defense (Chile) [الإنجليزية]‏.

## أفلام
من الأفلام التي صدرت هذه السنة في تشيلي:
- 19 مايو – يوميات دراجة النارية من إخراج والتر سالس.

## برامج ومسلسلات وأنمي
- 31 دقيقة